# 9719 Yakage
A 9719 Yakage (ideiglenes jelöléssel 1977 DF2) a Naprendszer kisbolygóövében található aszteroida. H. Kosai K. Hurukawa fedezte fel 1977. február 18-án.